# Hong Kong Senior Challenge Shield 2016/17
Der Hong Kong Senior Challenge Shield 2016/17, aus Sponsorengründen auch als HKFA Canbo Senior Shield bekannt, war die 115. Austragung eines K.-o.-Fußballwettbewerbs in Hongkong. Teilnehmer waren die elf Mannschaften der ersten Liga, der Hong Kong Premier League. Das Turnier begann am 17. September 2016 und endete mit dem Finale im Hong Kong Stadium am 15. Januar 2017. Titelverteidiger war der Eastern AA.

## Termine
| Runde         | Datum                                              |
| ------------- | -------------------------------------------------- |
| 1. Runde      | 17. September 2016 18. September 2016              |
| Viertelfinale | 28. Oktober 2016 29. Oktober 2016 30. Oktober 2016 |
| Halbfinale    | 25. Dezember 2016 26. Dezember 2016                |
| Finale        | 15. Januar 2017                                    |

## Erste Runde
|                                             | Ergebnis              |                      |
| ------------------------------------------- | --------------------- | -------------------- |
| 17. September 2016 (Tsing Yi Sports Ground) |                       |                      |
| Hong Kong Rangers FC                        | 0:0 n. V. (3:4 i. E.) | Hong Kong Pegasus FC |
| 18. September 2016 (Tsing Yi Sports Ground) |                       |                      |
| Yuen Long FC                                | 0:1                   | Tai Po FC            |
| 18. September 2016 (Yuen Long Stadium)      |                       |                      |
| R&F                                         | 0:1                   | Biu Chun Glory Sky   |

## Viertelfinale
|                                           | Ergebnis |                      |
| ----------------------------------------- | -------- | -------------------- |
| 28. Oktober 2016 (Mong Kok Stadium)       |          |                      |
| Kitchee SC                                | 3:0      | Hong Kong Pegasus FC |
| 29. Oktober 2016 (Mong Kok Stadium)       |          |                      |
| South China AA                            | 0:1      | Tai Po FC            |
| 29. Oktober 2016 (Tsing Yi Sports Ground) |          |                      |
| Eastern AA                                | 4:1      | Biu Chun Glory Sky   |
| 30. Oktober 2016 (Tsing Yi Sports Ground) |          |                      |
| Southern District FC                      | 5:1      | Hongkong FC          |

## Halbfinale
|                                      | Ergebnis |                      |
| ------------------------------------ | -------- | -------------------- |
| 25. Dezember 2016 (Mong Kok Stadium) |          |                      |
| Kitchee SC                           | 2:1      | Tai Po FC            |
| 26. Dezember 2016 (Mong Kok Stadium) |          |                      |
| Eastern AA                           | 1:0      | Southern District FC |

## Finale
|                                     | Ergebnis |            |
| ----------------------------------- | -------- | ---------- |
| 15. Januar 2017 (Hong Kong Stadium) |          |            |
| Kitchee SC                          | 2:1      | Eastern AA |